# Sébastien Ugeux
Pas d'image ? Cliquez ici
Sébastien Ugeux, né le 29 septembre 1970 est un pilote automobile belge.

## Carrière
Il commence sa carrière en sport automobile en Formule Ford durant l'année 1989.
En 1994, il participe pour la première fois aux 24 Heures de Spa.
En 1998, Sébastien Ugeux remporte le Belgian Procar.
En 2000, avec Alfa Romeo, il gagne de nouveau le championnat Belgian Procar,.
En octobre 2005, il remporte le championnat Mini Challenge,,.